# Dannstadt-Schauernheim
Dannstadt-Schauernheim este o comună din landul Renania-Palatinat, Germania.